# Selenicereus nelsonii
Selenicereus nelsonii ist eine Pflanzenart in der Gattung Selenicereus aus der Familie der Kakteengewächse (Cactaceae). Das Artepitheton nelsonii ehrt den US-amerikanischen Kakteenzüchter C. Z. Nelson aus Galesburg.

## Beschreibung
Selenicereus nelsonii wächst lianenartig mit reich verzweigten Trieben von 1 bis 1,5 Zentimetern Durchmesser, aus denen gelegentlich Luftwurzeln entspringen. Ihre 6 bis 7 niedrigen Rippen sind leicht gehöckert. Die 10 bis 12 ausgebreiteten, nadeligen Dornen sind weiß bis gelb und 5 bis 7 Millimeter lang.
Die weißen Blüten sind bis zu 20 Zentimeter lang. Ihr Perikarpell und die Blütenröhre sind mit winzigen Schuppen, weißer Wolle und weißen Borsten bedeckt. Die kugelförmigen, rötlichen Früchte weisen Durchmesser von 2 bis 2,5 Zentimetern auf.

## Verbreitung, Systematik und Gefährdung
Selenicereus nelsonii ist im Süden Mexikos – vermutlich im Bundesstaat Chiapas – verbreitet.
Die Erstbeschreibung als Cereus nelsonii wurde 1923 von Wilhelm Weingart veröffentlicht. Nathaniel Lord Britton und Joseph Nelson Rose stellen die Art im selben Jahr in die Gattung Selenicereus.
In der Roten Liste gefährdeter Arten der IUCN wird die Art als „Data Deficient (DD)“, d. h. mit keinen ausreichenden Daten geführt.

## Nachweise